# Kilburn Priory
Kilburn Priory a fost o comunitate monahală mică de maici înființată în jurul 1130-1134, la trei mile nord-vest de Londra, acolo unde Watling Street (acum Kilburn High Road) trecea peste pârâul acum cunoscut sub numele de Westbourne, dar cunoscut la acea vreme sub numele de Cuneburna, Keneburna, Keeleburne, Coldburne sau Caleburn, însemnând fie râul regal sau râul de vite. Numele de astăzi al zonei, Kilburn, vine de la această comunitate, iar străzile locale Priory Road, Kilburn Priory și Abbey Road sunt denumite în amintirea acesteia.
Locul fusese folosit până în 1130 ca schit de Godwyn, un pustnic, care a oferit ulterior proprietatea bisericii mănăstirești St. Peter din Westminster. Comunitatea a fost înființată cu acordul lui Gilbert Universalis, episcop de Londra, înainte de moartea sa în luna august 1134. Deși a fost inițial subordonată Westminster Abbey, ai cărei călugări urmau ritul benedictin, în 1377 a fost descrisă ca fiind ordin de maici augustiniene. Se credea că Ancrene Riwle a fost scrisă pentru primele trei călugărițe din Kilburn, dar acest lucru este acum considerat puțin probabil.
Agnes Strickland afirmă că mănăstirea a fost înființată în 1128 pentru cele trei doamne de onoare pioase și caritabile ale Reginei Matilda a Scoției, consoarta lui Henric I, pe nume Emma, Gunilda, și Cristina. 
După moartea reginei [în 1118] aceste doamne s-au retras la schitul din Kilburn în apropiere de Londra, unde exista un izvor sfânt sau medicinal. Acesta a fost schimbat în mănăstire în 1128, iar decretul le menționează pe aceste... domnițe care au aparținut camerei Matildei.
Kilburn Priory a fost dizolvată de către Henric al VIII-lea în 1537, iar locul său din Kilburn a fost oferit Ordinului Ospitalierilor în schimbul altor proprietăți, dar apoi confiscat de coroană în 1540.